# 茹阿讷河
茹阿讷河（法語：Jouanne，法語發音：[ʒwan]）是法国卢瓦尔河地区大区马耶讷省的河流，是马耶讷河的左支流，长58.2千米，发源自圣热姆勒罗贝尔，于昂特拉姆和吕斯里之间流入马耶讷河。